# 哈罗德·C·尤里奖
哈罗德·C·尤里奖（英語：Harold C. Urey Prize）是由美国天文学会行星科学分会颁发的年度奖项，授予在行星科学领域取得杰出成就的年轻科学家。该奖项以美国物理化学家哈罗德·C·尤里的名字命名。

## 获奖者
- 1984年：戴维·史蒂文森
- 1985年：拉里·W·艾斯波西多
- 1986年：杰克·威兹德姆
- 1987年：史蒂夫·斯奎尔斯
- 1988年：喬納森·盧寧
- 1989年：克里斯托弗·麦凯
- 1990年：大衛·J·托倫
- 1991年：理查德·P·宾泽尔
- 1992年：杰克·乔纳森·利绍尔
- 1993年：罗杰·耶尔（Roger Yelle）
- 1994年：凱倫·珍·米奇
- 1995年：埃马纽埃尔·勒卢什（Emmanuel Lellouch）
- 1996年：海蒂·哈梅爾（英语：Heidi Hammel）
- 1997年：雷努·馬賀拉
- 1998年：埃里克·阿斯普豪格
- 1999年：道格拉斯·P·汉密尔顿（Douglas P. Hamilton）
- 2000年：亞歷山德羅·莫比代利
- 2001年：迈克尔·E·布朗
- 2002年：布雷特·J·格拉德曼
- 2003年：罗宾·克纳
- 2004年：让-吕克·马戈
- 2005年：大衛·內斯沃爾尼（David Nesvorný）
- 2006年：特里斯坦·吉略特（Tristan Guillot）
- 2007年：弗朗西斯·尼莫
- 2008年：未颁发
- 2009年：莎拉·T·史都華-穆科帕代亞
- 2010年：乔纳森·福特尼（Jonathan Fortney）
- 2011年：埃里克·B·福特（Eric B. Ford）
- 2012年：阿尔伯托·G·法伦（Alberto G. Fairen）
- 2013年：安德斯·约翰森（Anders Johansen）
- 2014年：馬蒂亞·丘克（Matija Ćuk）
- 2015年：杰罗尼莫·维拉纽瓦
- 2016年：利·弗莱彻（Leigh Fletcher）
- 2017年：貝尚妮·埃爾曼（英语：Bethany Ehlmann）
- 2018年：弗朗西斯卡·德梅奧（Francesca DeMeo）
- 2019年：凱西·辛格
- 2020年：蕾貝卡·道森
- 2021年：琳妮·奎克（英语：Lynnae Quick）
- 2022年：胡安·洛拉（Juan Lora）
- 2023年：葉泉志